# 列夫内农村居民点
列夫内农村居民点（俄语：Ревенское сельское поселение）是俄罗斯联邦布良斯克州卡拉切夫区所属的一个农村居民点。其下辖有15个居民点，行政中心为卢热茨卡亚。据2015年统计，该农村居民点的人口为861人。